# Axel Karlsson (trädgårdsmästare)
Axel Karlsson, född 5 juli 1865 i By, Botilsäters församling, Värmlands län, död 25 februari 1958 i Söderhamn, var en svensk trädgårdsmästare.
Karlsson kom vid 25 års ålder till Söderhamn, där han först anställdes som trädgårdsmästare i Åsbacka. Efter att en tid ha arbetat hos stadsträdgårdsmästare C.J. Rosenqvist i Söderhamns stad blev han 1916 stadsträdgårdsmästare, en befattning som han innehade intill uppnådd pensionsålder 1931. Han förvärvade sig en stor yrkesskicklighet och förkovrade sig ständigt inom sitt fack. Under hans tid som stadsträdgårdsmästare anlades många av Söderhamns planteringar. Vid sidan av arbetet skaffade han sig en egen trädgård vilken efter pensionsåldern tog den mesta tiden i anspråk.